# St. Bartholomäus (Watzerath)

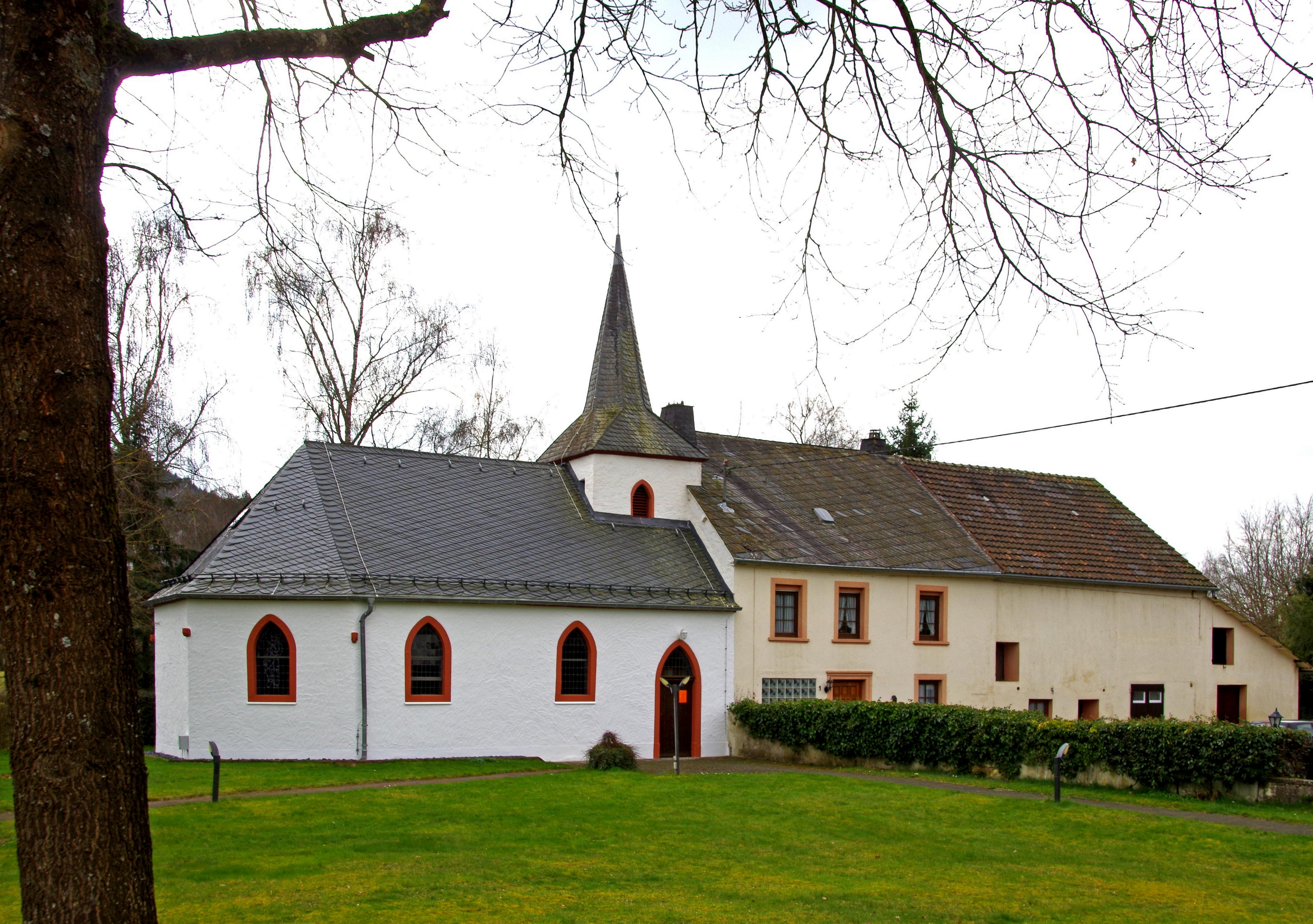
St. Bartholomäus (Watzerath)

Die Kirche St. Bartholomäus ist die römisch-katholische Filialkirche von Watzerath im Eifelkreis Bitburg-Prüm in Rheinland-Pfalz. Die Kapelle gehört zur Pfarrei Pronsfeld in der Pfarreiengemeinschaft Bleialf im Dekanat St. Willibrord Westeifel im Bistum Trier.

## Geschichte

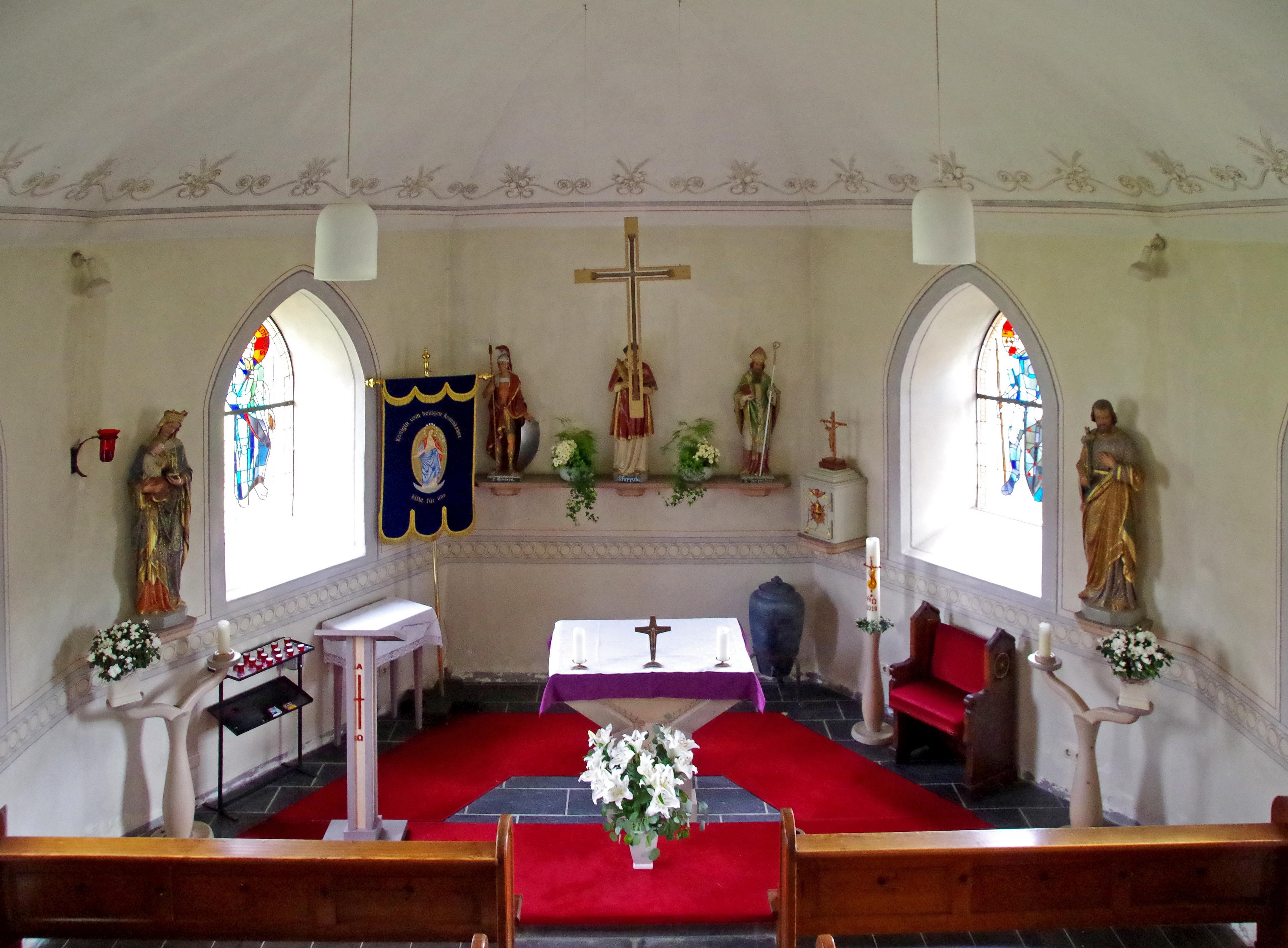
St. Bartholomäus (Watzerath)

Seit 1570 ist in Watzerath eine Kapelle bezeugt. 1855 wurde sie abgebrochen und an ihrer Stelle der heutige Saalbau (mit Turm und Westempore) errichtet. Patron der Kirche ist der Apostel Bartholomäus. Nebenpatrone sind die Quellheiligen und Märtyrer Quirinus, Ferreolus und Ferrutius.

## Ausstattung
Eine der beiden Glocken (von 1748) trägt den Namen Maria Agnes de Bendeleben, der Äbtissin des Klosters Niederprüm. Im Altarraum steht eine Amphore in Erinnerung an die Zeit, als die Kirche Wallfahrtsort war und das Quirinuswasser austeilte, dem besondere Heilkraft zugesprochen wurde.